# Dreamland
Dreamland är ett musikalbum av Robert Miles, utgivet den 7 juni 1996.

## Låtar på albumet
Alla låtar skrivna av Roberto Concina (Robert Miles) om inget annat anges.
1. Children (Dream Version) (7:05)
2. Fable (Message Version) (6:23)
3. Fantasya (5:44)
4. Landscape (6:02)
5. In My Dreams (6:15)
6. One and One (Radio Version) (3:59) (Billy Steinberg, Rick Nowels, Marie-Claire D'Ubaldo)
7. Princess of Light (6:21)
8. Fable (Dream Version) (7:13)
9. In the Dawn (8:00)
10. Children (Original Version) (6:20)
11. Red Zone (6:57)

På den ursprungliga versionen av Dreamland ingår inte låten One and One. På en senare utgåva, kallad Dreamland - The Winter Edition ingår även låtarna 4 Us och One and One (Club Version), medan Fable (Dream Version) saknas.